# Peter Bosse (Schauspieler)

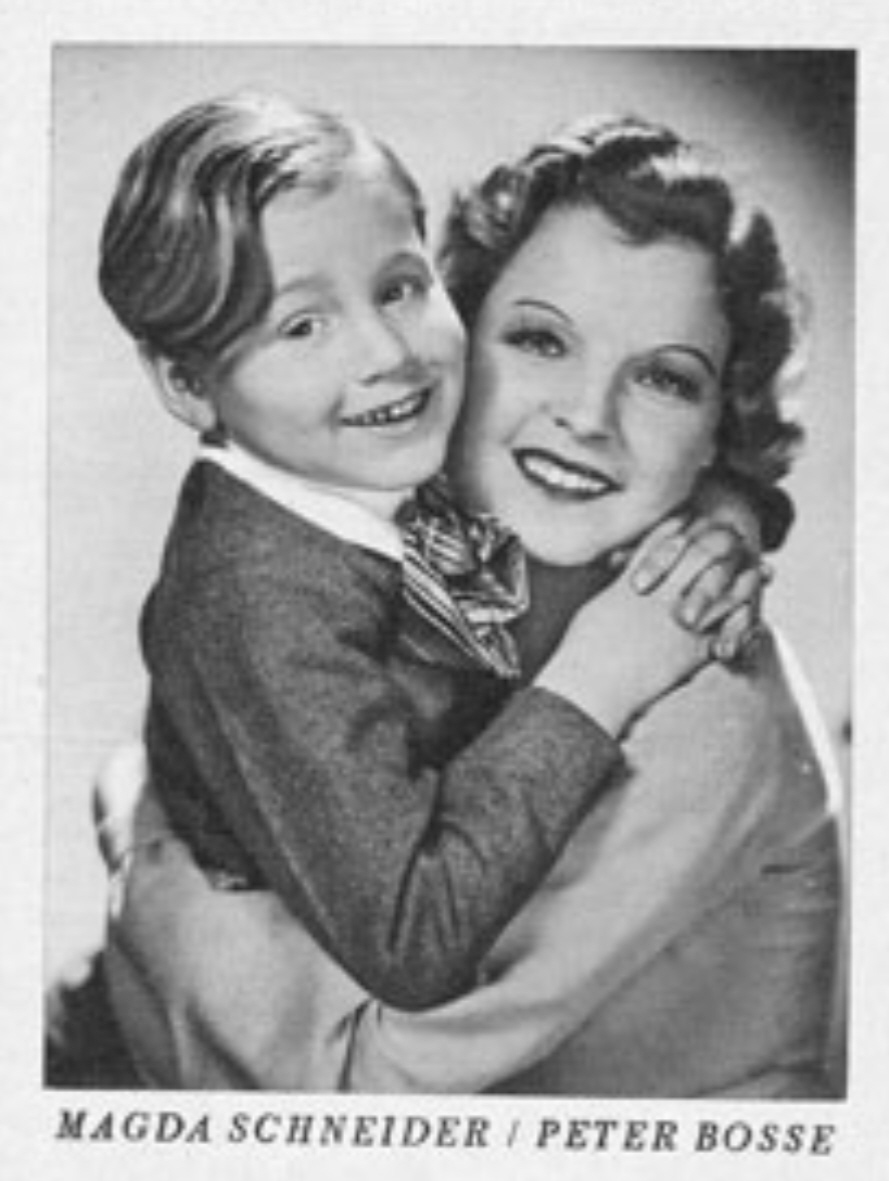
Peter Bosse mit Magda Schneider (1937)

Peter Bosse (* 15. Januar 1931 in Berlin; † 21. September 2018) war ein deutscher Schauspieler, der in den 1930er Jahren zum erfolgreichen Kinderdarsteller avancierte. Später arbeitete er als Autor, Journalist und Hörfunkmoderator.

## Leben
Als Sohn der Stummfilmschauspielerin Hilde Maroff kam er über Auftritte in Ilse Obrigs Kinderfunk bereits im Kindesalter zum Film. Er debütierte Mitte der 1930er Jahre in Augusto Geninas Vergiß mein nicht an der Seite von Beniamino Gigli. Weitere Filmproduktionen wie Max Obals Schloß Vogelöd mit Walter Steinbeck und Carola Höhn, oder Douglas Sirks Schlußakkord mit Willy Birgel und Maria von Tasnady begründeten seinen Ruf als Kinderstar des deutschen Films. Zu seinen etwa 28 Filmen als Kinderdarsteller zählt auch Martin Fričs Das Gäßchen zum Paradies mit Hans Moser. Mit Kriegsbeginn kam seine Filmkarriere zum Erliegen. Bosse wurde aus rassistischen, ideologischen Gründen verfolgt (seine Mutter war jüdischer Abstammung) und durfte bis 1939 nur mit einer Sondererlaubnis künstlerisch tätig sein, die ihm dann entzogen wurde.
Nach Kriegsende und absolvierter Schauspielausbildung intensivierte Bosse zunächst seine Bühnenlaufbahn, spielte an der Märchenbühne im Theater am Schiffbauerdamm zu Berlin. Anschließend wechselte er zum Rundfunk, moderierte für den Berliner Rundfunk eine Vielzahl von Sendungen, auch öffentliche Veranstaltungen, und spielte vor allem in Hörspielen mit. Neben kurzen Filmauftritten in Der Prozeß wird vertagt (1958) und Der Traum des Hauptmann Loy (1961), arbeitete er vorwiegend im Fernsehen der DDR und moderierte dort Kindersendungen (Wie wär’s ...?), später auch eigene Sendereihen.
In den 1990er Jahren gründete er in Berlin den Hörfunksender „50 plus“, das heutige Spreeradio, und übernahm neben Moderationen auch jahrelang Aufgaben als Programmdirektor. Anlässlich seines 80. Geburtstages wurde er für seine hervorragenden Verdienste um Kultur und Kunst zum ordentlichen Ehrenmitglied der Europäischen Kulturwerkstatt (EKW) in Berlin ernannt.

## Filmografie
- 1935: Vergiß mein nicht
- 1935: Alles weg’n dem Hund
- 1936: Schloß Vogelöd
- 1936: Schlußakkord
- 1936: Das Gäßchen zum Paradies
- 1937: Frauenliebe – Frauenleid
- 1937: Immer nur du (Mutterlied)
- 1938: Die Frau am Scheidewege
- 1939: Robert und Bertram
- 1949: Der Hampelmann und die Puppenprinzessin
- 1958: Der Prozeß wird vertagt
- 1959: Tiger (Sprecher)
- 1961: Der Traum des Hauptmann Loy
- 1966: Baltik (Sprecher)

## Hörspiele
- 1951: Werner Stewe: Deine Freunde sind mit Dir – Regie: Gottfried Herrmann (Hörspiel – Berliner Rundfunk)
- 1957: Gerhard Stübe/Hans Busse: Der Schellenmann – Regie: Joachim Witte (Hörspiel – Rundfunk der DDR)
- 1964: Oswaldo Ramos: Dorina und meine Okarina – Regie: Maritta Hübner (Kinderhörspiel/Kurzhörspiel – Rundfunk der DDR)
- 1964: Karel Michael Walló: Die kluge Prinzessin (Gottfried, ein Schmiedegeselle) – Regie: Andreas Bauer (Kinderhörspiel – Litera)